# Josephus Yenay
Josephus Yenay (* 5. September 1975 in Monrovia, Liberia) ist ein ehemaliger liberianischer Fußballspieler.

## Karriere
Yenay begann seine Profilaufbahn 1992 bei Liberia Ship Corporate Registry Football. Dort blieb er bis 1994, wegen des Bürgerkriegs flohen er und seine Familie in die Schweiz. In der Folge spielte er zuerst in der Schweiz und später in mehreren anderen Ländern, wobei er bis 2004 jährlich den Verein wechselte. 2005, 29-jährig, musste er seine Karriere wegen anhaltender Knieprobleme beenden und war mehrere Jahre nicht aktiv. Ende 2011 ging er zur Reserve-Mannschaft von Colorado Rapids.